# Longipalpus gynandropsidis
Longipalpus gynandropsidis là một loài bọ cánh cứng trong họ Cerambycidae.